# Porteuse d'eau (chanson)
Pour les articles homonymes, voir La Porteuse d'eau.
Pistes de Anne Sylvestre chante…
Philomène Grégoire et Sébastien
Porteuse d'eau est une chanson d'Anne Sylvestre sortie  en 1959, puis en 1961 dans son album Anne Sylvestre chante….

## Historique
C'est l'une des premières chansons écrites et interprétées par Anne Sylvestre. Elle est d'abord enregistrée en 1958 dans une interprétation de Jean-Claude Pascal sous le titre La Terre.
Guy Béart lui suggère de changer le titre La Terre en Porteuse d'eau. Anne Sylvestre l'enregistre à son tour en 1959, pour son premier 45 tours,. « Ma première chanson chantée et enregistrée, c’est Porteuse d’eau. »
La chanson ressort dans l'album Anne Sylvestre chante… en 1961.

## Thématique
La chanson donne la parole à une paysanne. Elle décrit de manière poétique mais dure la misère de sa condition (« J'ai pleuré les rivières », « J'ai les semailles au fond de moi », « J'ai l'âge des fontaines »). 
La chanson est d'autant plus désespérée qu'elle exprime une résignation absolue : « Porteuse d'eau / Pour ma vie tout entière ».

## Réception
C'est parce qu'il appréciait cette chanson que Jean-Claude Pascal a souhaité l'enregistrer, alors que son auteure était encore inconnue.
La chanteuse Barbara en a dit : « Une chanson comme "Porteuse d'eau", d'Anne Sylvestre, est splendide ».